# 애니메이션 스튜디오 세븐
주식회사 애니메이션 스튜디오 세븐(일본어: 株式会社アニメーションスタジオ・セブン 가부시키가이샤 아니메숀 스타지오 세분[*], 영어: Animation Studio Seven Co., Ltd.)은 일본의 애니메이션 제작사다.

## 설립
애니메이션 스튜디오 세븐은 2007년 9월에 와오 월드(Wao World)의 전 프로듀서인 호리에 타쿠에 의해 설립되었다. 2006년 라딕스 에이스 엔터테인먼트가 파산한 후 많은 스태프들이 애니메이션 사업을 계속 하고 싶어했고, 세븐 창업 이후 많은 라딕스 직원들이 회사에 편입됐다. 이 스튜디오의 첫 번째 주요 제작물은 2011년 성인 헨타이 OVA였다. 같은 해에 스튜디오는 모리타씨는 과묵해의 단편 TV 각색판인 첫 번째 TV 시리즈를 제작했다. 애니메이션 스튜디오 세븐은 수많은 단편 TV 시리즈와 헨타이 시리즈를 애니메이션으로 제작했지만 킹스 게임 더 애니메이션(King's Game The Animation)이 출시된 2017년 전까지는 장편 시리즈를 제작하지 않았다.

## 작품

### TV 애니메이션
- 모리타씨는 과묵
- 리코더와 책가방
- 아이마이미
- 스트레인지 플러스
- 이누가미 양과 네코야마 양
- 지금 남편이 무슨 말을 하는 거지?
- 사모님은 학생회장
- 승려와 나누는 색욕의 밤에…
- 무책임 함장 테일러
- 킹스 게임 더 애니메이션
- 교토 테라마치 산죠의 홈즈
- 파이팅! 대운동회
- 피터 그릴과 현자의 시간

### OVA
- 사모님은 학생회장